# Solfato di stronzio
Il solfato di stronzio (SrSO4) è il sale solfato dello stronzio. È una polvere cristallina bianca e si presenta in natura come il minerale celestina. È poco solubile in acqua, nella misura di 1 parte su 8800. È più solubile in acido cloridrico (HCl) diluito e acido nitrico, e sensibilmente solubile in soluzioni alcaline di cloruro (come per esempio il cloruro di sodio).

## Struttura
Il solfato di stronzio è un materiale polimerico, isostrutturale al solfato di bario. Il solfato di stronzio cristallizzato è utilizzato da un piccolo gruppo di protozoi radiolari, chiamati Acantharea, come costituente principale del loro scheletro.

## Applicazioni e chimica
Il solfato di stronzio è interessante come precursore naturale di altri composti dello stronzio, di maggior utilità. Nell'industria viene convertito in carbonato di stronzio da utilizzare come precursore ceramico e nitrato per uso pirotecnico.
La bassa solubilità in acqua del solfato di stronzio può portare alla formazione di incrostazioni nei processi in cui questi ioni si incontrano. Ad esempio, può formarsi sulle superfici delle apparecchiature nei pozzi petroliferi sotterranei a seconda delle condizioni delle acque sotterranee.